# كليمنتين دوليه

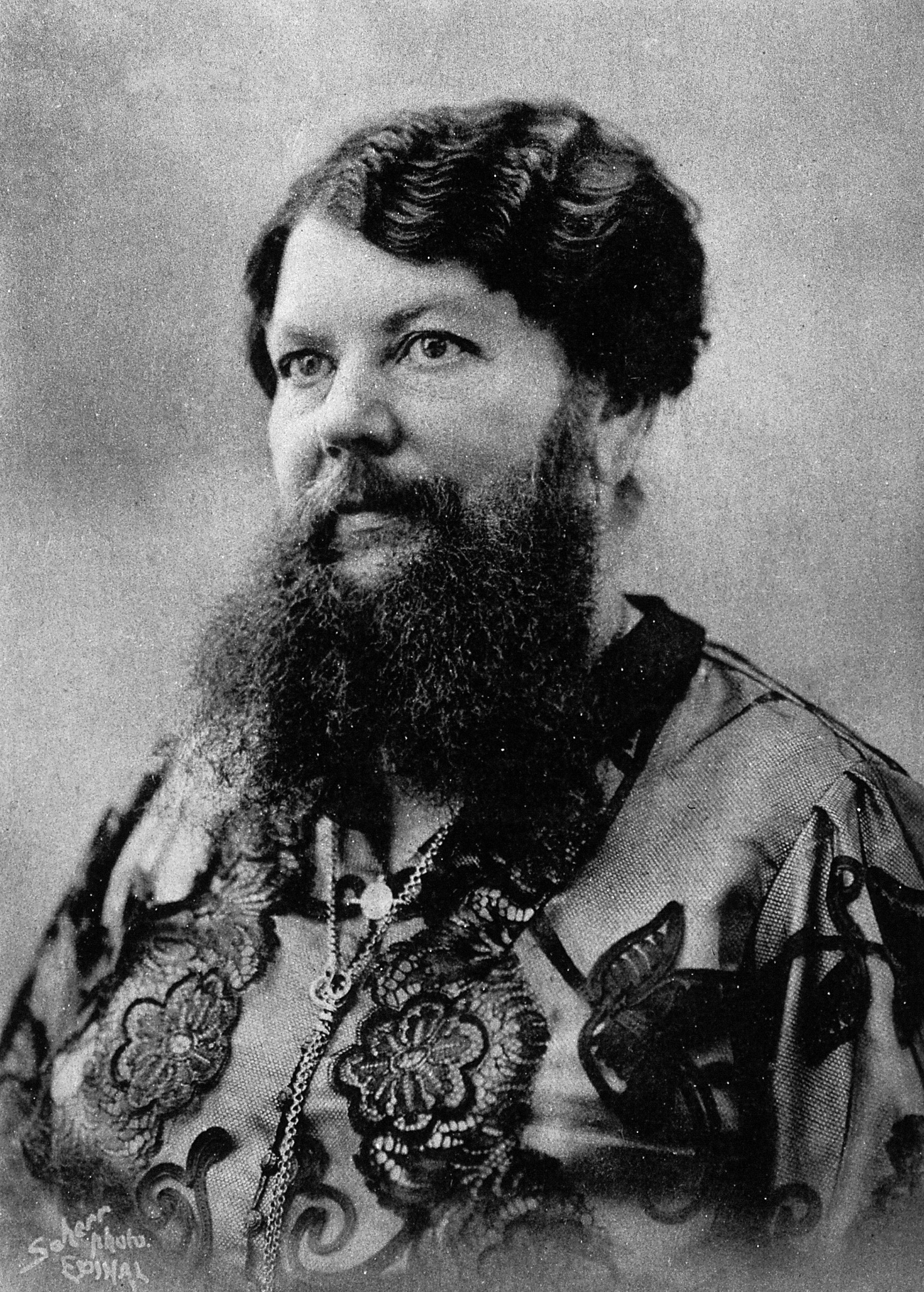
كليمنتين ديليت في عام 1923

كليمنتين ديليت  (بالفرنسية: Clémentine Delait)‏(5 آذار / مارس 1865 – 5 نيسان / أبريل 1939) سيدة ملتحية فرنسية كانت تدير مقهى.
أدارت كليمنتين ديليت وزوجها مقهى في ثاون-ليس-فوسجس في لورين في فرنسا. قامت كليمنتين ديليت بزيارة كرنفال، ورأت امرأة ملتحية تتباهى بأن بأمكانها أن تنمي لحية بشكل أفضل لنفسها. راهن زوجها عليها بـ500 فرنك.
جذب الرهان العديد من العملاء إلى مقهى كليمنتين وتم تغيير أسم المقهى إلى Le Café de La Femme à Barbe «مقهى المرأة الملتحية». كما باعت كليمنتين صور لنفسها.